# Pseudochirulus mayeri
Pseudochirulus mayeri là một loài động vật có vú trong họ Pseudocheiridae, bộ Hai răng cửa. Loài này được Rothschild & Dollman mô tả năm 1932.